# Challenger de Phoenix 2023
El torneo Arizona Tennis Classic 2023 fue un torneo de tenis perteneció al ATP Challenger Tour 2023 en la categoría Challenger 175. Se trató de la 3ª edición y tuvo lugar en la ciudad de Phoenix (Estados Unidos), desde el 13 hasta el 19 de marzo de 2023 sobre pistas duras al aire libre.

## Jugadores participantes del cuadro de individuales
| Favorito | País                       | Jugador            | Rank1 | Posición en el torneo |
| -------- | -------------------------- | ------------------ | ----- | --------------------- |
| 1        | Bandera de Italia          | Matteo Berrettini  | 23    | Cuartos de final      |
| 2        | Bandera de Argentina       | Diego Schwartzman  | 38    | Primera ronda         |
| 3        | Bandera de Francia         | Richard Gasquet    | 43    | Segunda ronda         |
| 4        | Bandera de Kazajistán      | Alexander Bublik   | 46    | Cuartos de final      |
| 5        | Bandera de República Checa | Jiří Lehečka       | 47    | Primera ronda         |
| 6        | Bandera de Suiza           | Marc-Andrea Hüsler | 51    | Segunda ronda         |
| 7        | Bandera de Suecia          | Mikael Ymer        | 57    | Segunda ronda         |
| 8        | Bandera de Finlandia       | Emil Ruusuvuori    | 59    | Segunda ronda         |

- 1 Se ha tomado en cuenta el ranking del 6 de marzo de 2023.

### Otros participantes
Los siguientes jugadores recibieron una invitación (wild card), por lo tanto ingresan directamente al cuadro principal (WC):
- Matteo Berrettini
- Gaël Monfils
- Diego Schwartzman

Los siguientes jugadores ingresan al cuadro principal tras disputar el cuadro clasificatorio (Q):
- Pavel Kotov
- Aleksandar Kovacevic
- Emilio Nava
- Alexander Shevchenko
- Jan-Lennard Struff
- Aleksandar Vukic

## Campeones

### Individual Masculino
- Nuno Borges derrotó en la final a  Alexander Shevchenko, 4–6, 6–2, 6–1

### Dobles Masculino
- Nathaniel Lammons /  Jackson Withrow derrotaron en la final a  Hugo Nys /  Jan Zieliński, 6–7(1), 6–4, [10–8]